# Rhina Toruño
Rhina Toruño o Rhina Toruño-Haensly (El Salvador, San Salvador; 8 de abril de 1948) es una escritora, académica y profesora de literatura latinoamericana en la Universidad de Texas de la Cuenca Pérmica. Es conocida por ser la primera mujer en ser parte de la Academia Salvadoreña de la Lengua (2005). Es una activa promotora de las letras centroamericanas.

## Trayectoria
Hija de Juana Contreras y del poeta nicaragüense Juan Felipe Toruño. Asistió al colegio Santa Inés de la ciudad de San Salvador y en 1971 se licenció en artes y filosofía en la Universidad de El Salvador. Luego, en 1973 obtuvo su maestría en Filosofía en la Universidad Católica de Lovaina. Adquirió una segunda maestría en 1976, esta vez en literatura latinoamericana por parte de la Sorbona. En 1978 obtuvo su primer doctorado en filosofía contemporánea francesa en la Universidad Católica de Lovaina. La disertación que presentó fue acerca de la idea de sociedad por Emmanuel Mounier. Su segundo doctorado es de literatura latinoamericana y lo realizó en 1994 en la Universidad de Indiana Bloomington con su tesis "Tiempo, destino y opresión en la obra de Elena Garro".
Se unió a la universidad de Texas en 1995 como profesora auxiliar de español y luego se convirtió en profesora asociada (1997) y profesora oficial en el año 2001. Forma parte de la cátedra Kathlyn Cosper Dunagan en humanidades de la misma universidad y es directora del programa de español. Fue la primera mujer en ser parte de la Academia Salvadoreña de la Lengua (2005) y pertenece a la academia de arte y de ciencia en El Salvador. 
Se especializa en los estudios étnicos en la literatura, y en el impacto de la inmigración en la vida de los autores.

## Obra
Ha publicado como Rhina Toruño.

### Libros
- Tiempo destino y opresión en la obra de Elena Garro. NY: Mellen University Press, 1996. ISBN 0-7734-4258-8.
- Segunda edición, San Salvador: Universidad Tecnológica de El Salvador, 1998. ISBN 99923-21-00-8.
- Cita con la memoria. Elena Garro cuenta su vida a Rhina Toruño. Análisis de sus obras. Buenos Aires, Argentina: Prueba de Galera, 2004. ISBN 987-20648-6-5.
- Juan Felipe Toruño en dos mundos. Análisis crítico de sus obras. (ed. con  Ardis L. Nelson._ Boston, MA: CBH Books, 2006. ISBN 1-59835-011-0.[14]
- Cruzando culturas: autores hispanos y sus desafíos superados en los Estados Unidos. New York: Peter Lang, 2011. ISBN 9781433112539.